# Pythons
Pythons (Pythonidae) zijn een familie van slangen. 

## Naam en indeling
De wetenschappelijke naam van de groep werd voor het eerst voorgesteld door George Albert Boulenger in 1773. Er zijn 41 verschillende soorten die verdeeld zijn over acht geslachten.
Pythons werden lange tijd beschouwd als een onderfamilie van de boa's of reuzenslangen (Boidae). Tegenwoordig worden de pythons als een aparte familie van de superfamilie Pythonoidea gezien.

## Uiterlijke kenmerken
Pythons hebben nog restanten van achterpoten die eruitzien als kleine doorntjes aan weerszijden van de cloaca. Deze kleine aanhangsels zijn de rudimentaire delen van wat vroeger de heupen waren. De verschillende soorten verschillen sterk in lengte en kleur, de meeste soorten worden 1,5 tot drie meter lang. De bekendste soort is de netpython (Malayopython reticulatus), die samen met de anaconda (Eunectes murinus) wedijvert om de titel grootste slang ter wereld. 

## Levenswijze

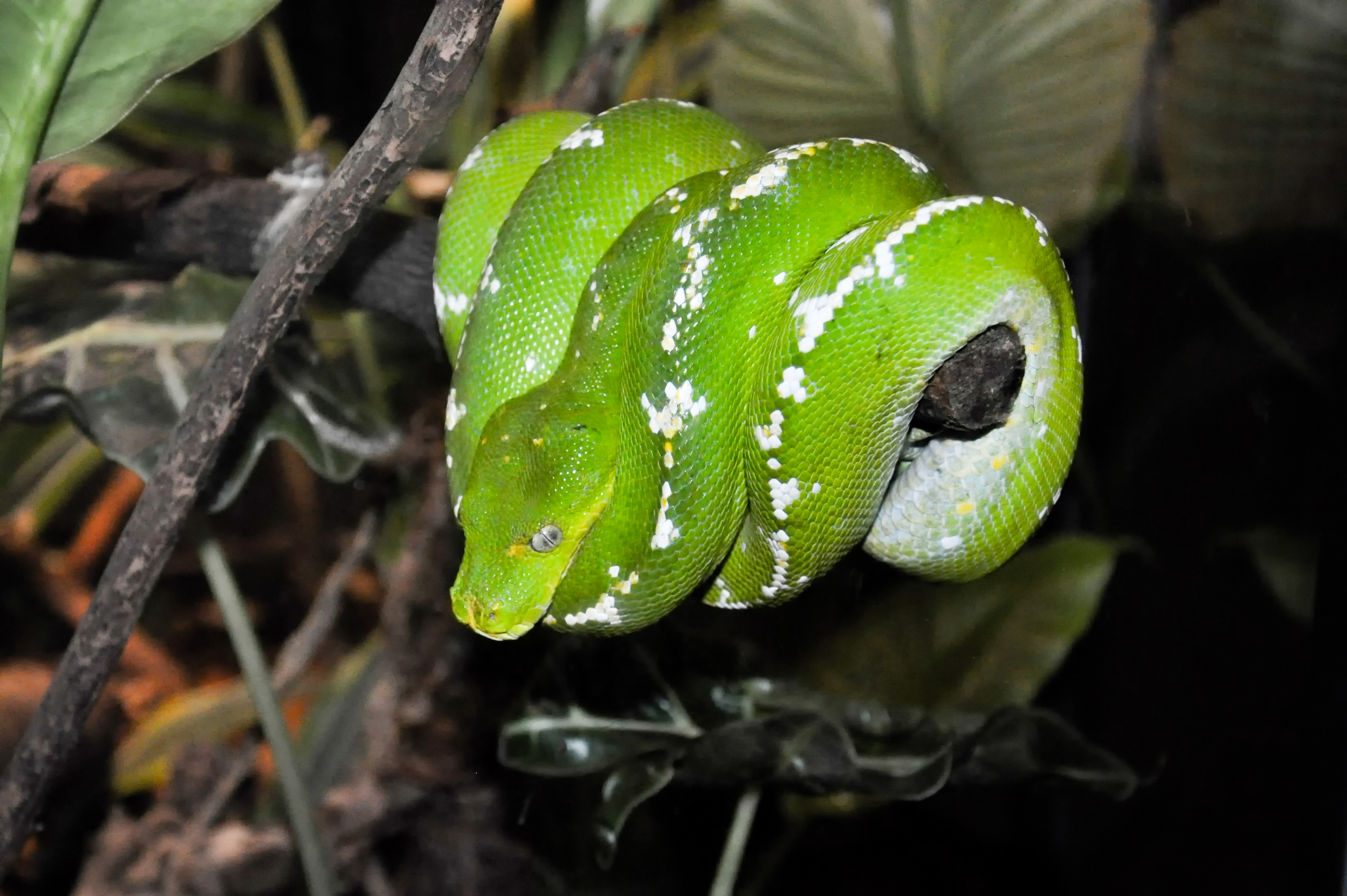
Groene boompython, rustend op een tak

Pythons zijn wurgslangen en hebben geen giftanden. Wurgslangen knijpen hun slachtoffer dood door hun sterke lichaam eromheen te knellen. Hun menu bestaat voornamelijk uit knaagdieren en andere zoogdieren, maar ook vogels en reptielen als hagedissen worden gegeten. De meeste soorten hebben warmtegevoelige zintuigen aan de voorzijde van de kop waarmee ze warmbloedige prooien kunnen opsporen. Dergelijke orgaantjes zijn zeer gevoelig en kunnen temperatuursverschillen van 0,03 °C waarnemen. De orgaantjes komen ook voor bij de niet-verwante groefkopadders die er hun naam aan te danken hebben. De zwartkoppythons uit het geslacht Aspidites hebben deze orgaantjes niet; deze pythons leven dan ook voornamelijk van andere reptielen zoals hagedissen en slangen.
De meeste pythonsoorten zijn boombewoners die veel klimmen. Sommige soorten zijn vaker op de bodem te vinden en klimmen zelden. Pythons zijn meestal 's nachts actief en zonnen overdag in bomen om de spijsvertering te bevorderen.

## Voortplanting
Pythons hebben veel gemeen met boa's, maar er zijn verschillen. Pythons produceren bijvoorbeeld eieren, terwijl vrijwel alle boa's eierlevendbarend zijn. Ook kennen pythons een vrij vergaande vorm van broedzorg; het vrouwtje legt haar eieren op een hoop en kronkelt zich er vervolgens omheen. Het vrouwtje is in deze periode zeer agressief, en broedt de eitjes letterlijk uit. Omdat slangen koudbloedig zijn, kan ze dit niet met haar lichaamswarmte regelen, maar door met het lichaam te rillen via spiersamentrekkingen stijgt de lichaamstemperatuur.

## Verspreiding en habitat
Pythons hebben een groot verspreidingsgebied in Australië, Afrika en Azië; zie de tabel hierboven voor de precieze landen. De habitat bestaat meestal uit tropische en subtropische bossen, maar er zijn ook soorten die in drogere gebieden voorkomen zoals woestijnen.

## Geslachten
De familie wordt verdeeld in de volgende geslachten, met de auteur en het verspreidingsgebied.
| Naam         | Soorten | Auteur                             | Verspreidingsgebied |
| ------------ | ------- | ---------------------------------- | --- |
| Antaresia    | 4       | Wells & Wellington, 1984           | Australië, Papoea-Nieuw-Guinea |
| Aspidites    | 2       | Peters, 1877                       | Australië |
| Bothrochilus | 7       | Fitzinger, 1843                    | Australië, Indonesië, Papoea-Nieuw-Guinea |
| Liasis       | 4       | Gray, 1842                         | Australië, Indonesië, Nieuw-Guinea, Oost-Timor, Papoea-Nieuw-Guinea |
| Malayopython | 2       | Reynolds, Niemiller & Revell, 2014 | Azië: Indonesië, Oost-Timor, Bangladesh, Brunei, Cambodja, India, Laos, Maleisië, Myanmar, Filipijnen, Singapore, Thailand, Vietnam |
| Morelia      | 5       | Gray, 1842                         | Australië, Indonesië, Papoea-Nieuw-Guinea, Nieuw-Guinea |
| Python       | 10      | Daudin, 1803                       | Afrika (Angola, Benin, Botswana, Burkina Faso, Burundi, Centraal-Afrikaanse Republiek, Congo-Brazzaville, Congo-Kinshasa, Eritrea, Ethiopië, Gabon, Gambia, Ghana, Guinee, Guinee-Bissau, Ivoorkust, Kameroen, Kenia, Liberia, Mali, Mauritanië, Mozambique, Niger, Nigeria, Oeganda, Rwanda, Senegal, Sierra Leone, Soedan, Somalië, Tanzania, Togo, Tsjaad, Zambia, Zimbabwe, Zuid-Afrika), Azië (Bangladesh, Bhutan, Cambodja, China, India, Indonesië, Laos, Maleisië, Myanmar, Nepal, Pakistan, Singapore, Sri Lanka, Thailand, Vietnam), geïntroduceerd in de Verenigde Staten (Florida) |
| Simalia      | 7       | Gray, 1849                         | Australië, Indonesië, Molukken, Papoea-Nieuw-Guinea, mogelijk op de Filipijnen |

## Video
- Bioscoopjournaal uit 1970. In de woonkamer van het huis van dhr. Munnig Schmidt te Hilversum staan diverse terraria met slangen. Een wurgslangenpaar heeft eieren gelegd en het vrouwtje broedt de eieren uit in een speciaal donker hok.